# Musée national San Marco
Le musée national San Marco (en italien, Museo nazionale di San Marco), est la partie muséale du complexe de San Marco ; il est situé piazza San Marco à Florence, en Italie.

## Architecture
Installé dans un chef-d'œuvre architectural de Michelozzo, c'est un des musées les plus importants de la ville par ses collections d'œuvres majeures du peintre dominicain Fra Angelico qui vécut quelque temps dans le couvent. D'autres maîtres sont aussi représentés comme Fra Bartolomeo, Domenico Ghirlandaio, Alesso Baldovinetti, Jacopo Vignali, Bernardino Poccetti, Giovanni Antonio Sogliani.
L'entrée se fait par une porte à gauche de la basilique et l'arrivée dans le grand cloître dit « de saint Antonin » et la salle de l'Hospice des pèlerins où sont rassemblées les œuvres sur panneaux.
Ensuite le parcours se continue par la salle capitulaire, la salle du lavabo, le grand réfectoire, le petit réfectoire, le lapidarium et l'étage des cellules du couvent San Marco décorées a fresco par Fra Angelico, donnant accès également à la bibliothèque de Michelozzo.

## La salle de l'Hospice
Au XVe siècle, Michelozzo la couvrit de voûtes croisées et la suréleva pour construire le second dortoir des frères. À l'intérieur, probablement isolé, se trouvait un Hospice pour les pèlerins comme le suggère la fresque peinte par Fra Angelico au-dessus de la deuxième porte et représentant le Christ pèlerin accueilli par les Dominicains.
Y sont visibles de nombreuses œuvres majeures de Fra Angelico sur panneaux :
- La Descente de Croix
- Pala di San Marco ou Compianto della Croce al Tempio et sa prédelle Guarigione del diacono Giustiniano
- Pala di Annalena
- Sepoltura dei santi Cosma e Damiano et le Miracolo del diacono Giustiniano
- Trittico di san Pietro martire
- Imposizione del nome al Battista ou Saint Zacharie donnant à son fils le nom de Jean, fragment de prédelle, av. 1435, 26 × 24 cm[2]
- Le Jugement dernier
- Tabernacolo dei Linaioli peinture sur un tempietto de marbre de Lorenzo Ghiberti
- Armadio degli Argenti, ex-voto en argent avec l'Annonciation du musée San Marco
- Pala di Bosco ai Frati
- les quatre reliquaires de la Vierge commandés pour l'église de Santa Maria Novella : La Madonna della Stella[3], de l'Annunciazione e adorazione dei Magi, de l'Incoronazione della Vergine et Morte et Assunzione

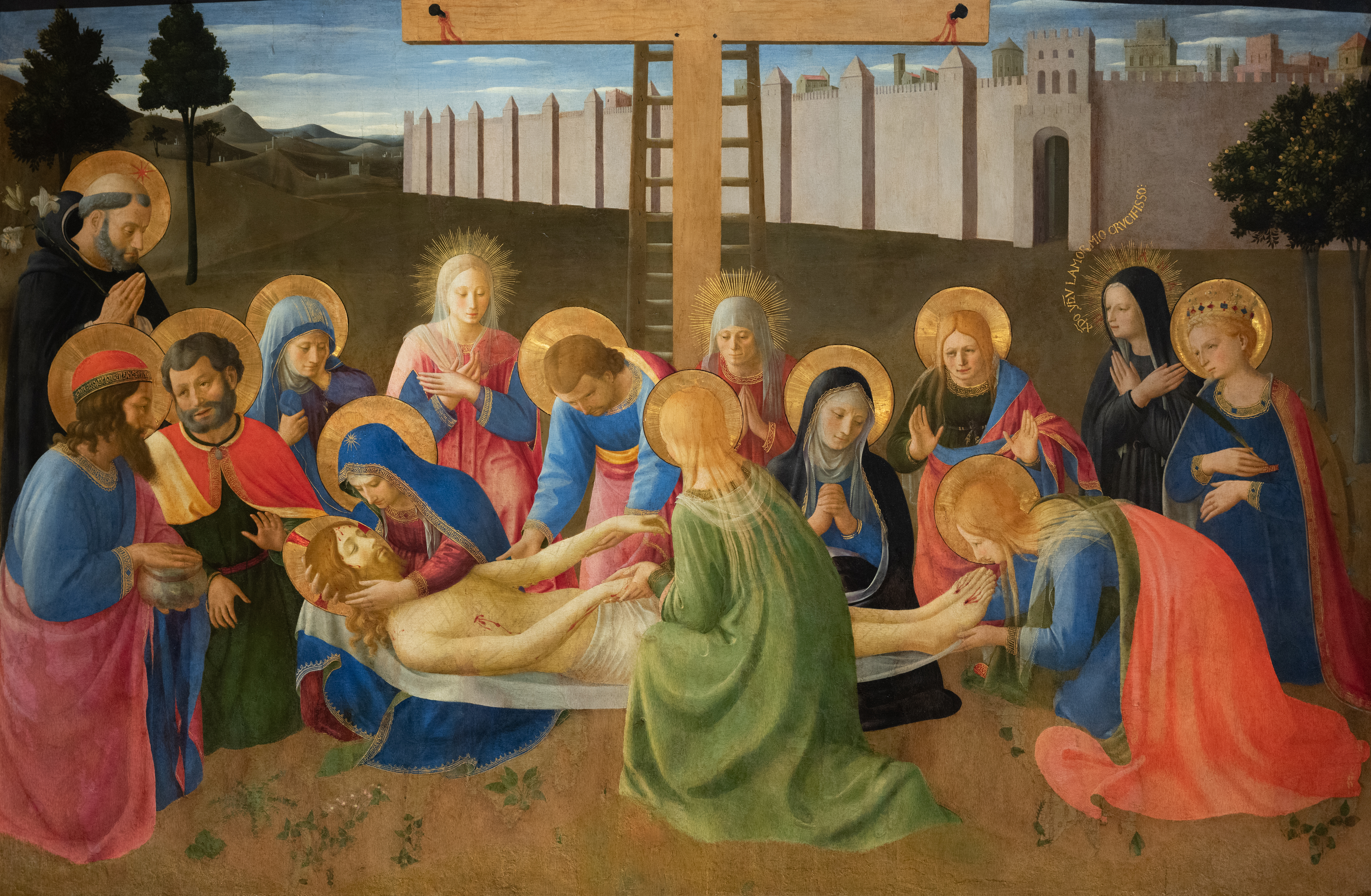
Compianto della Croce al Tempio.
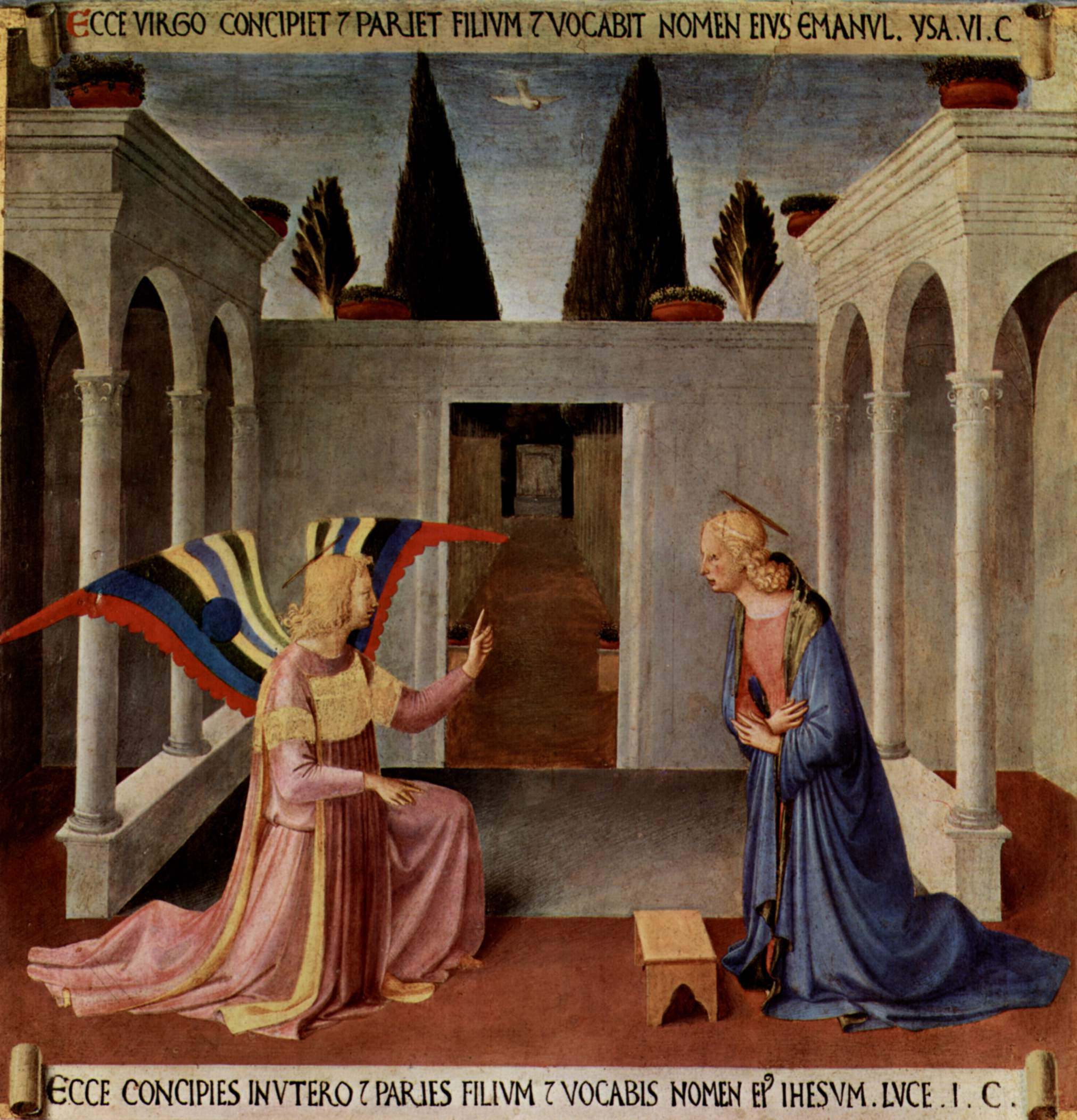
Annonciation du musée San Marco.
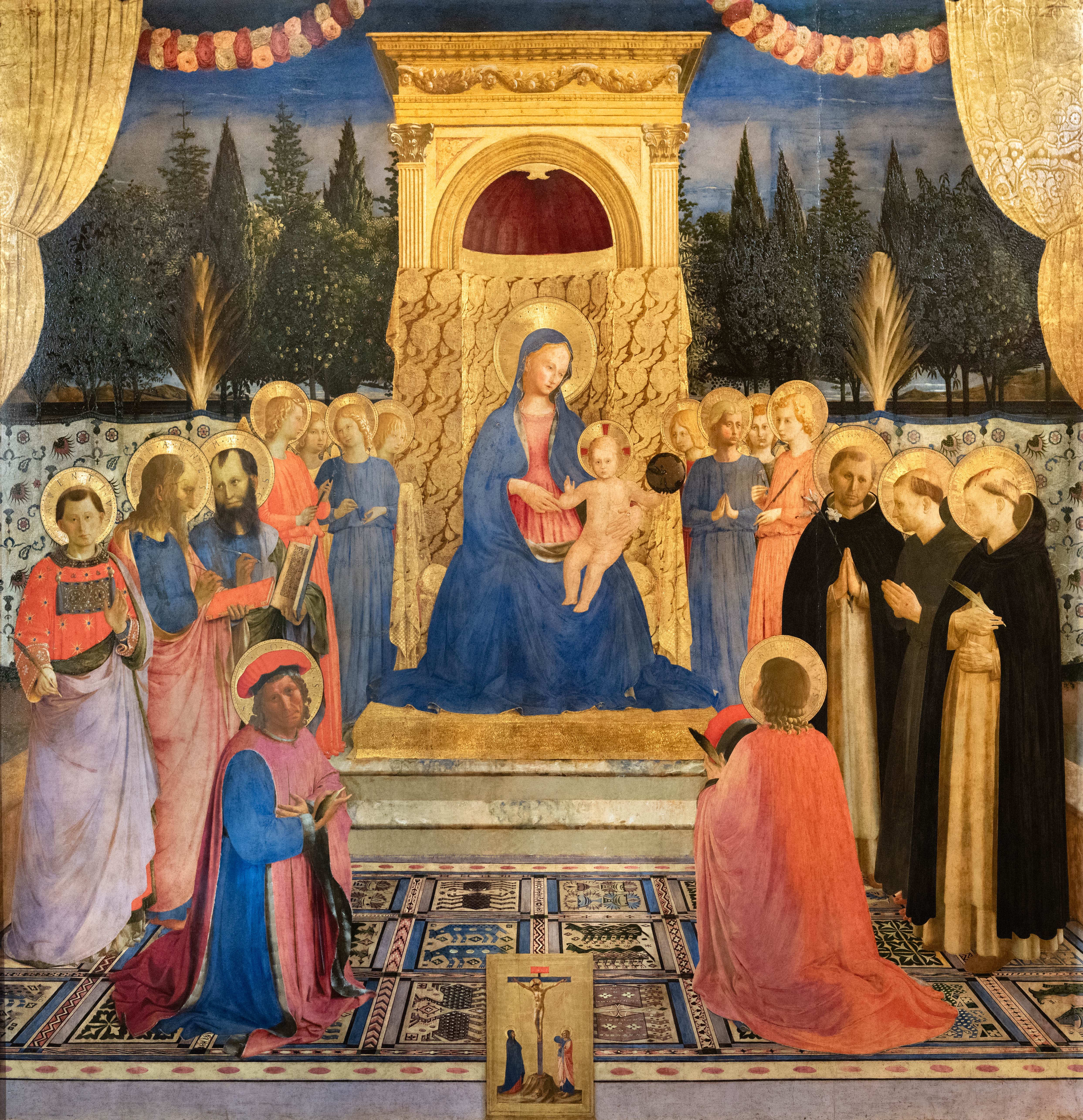
Grand retable dit Pala di San Marco.
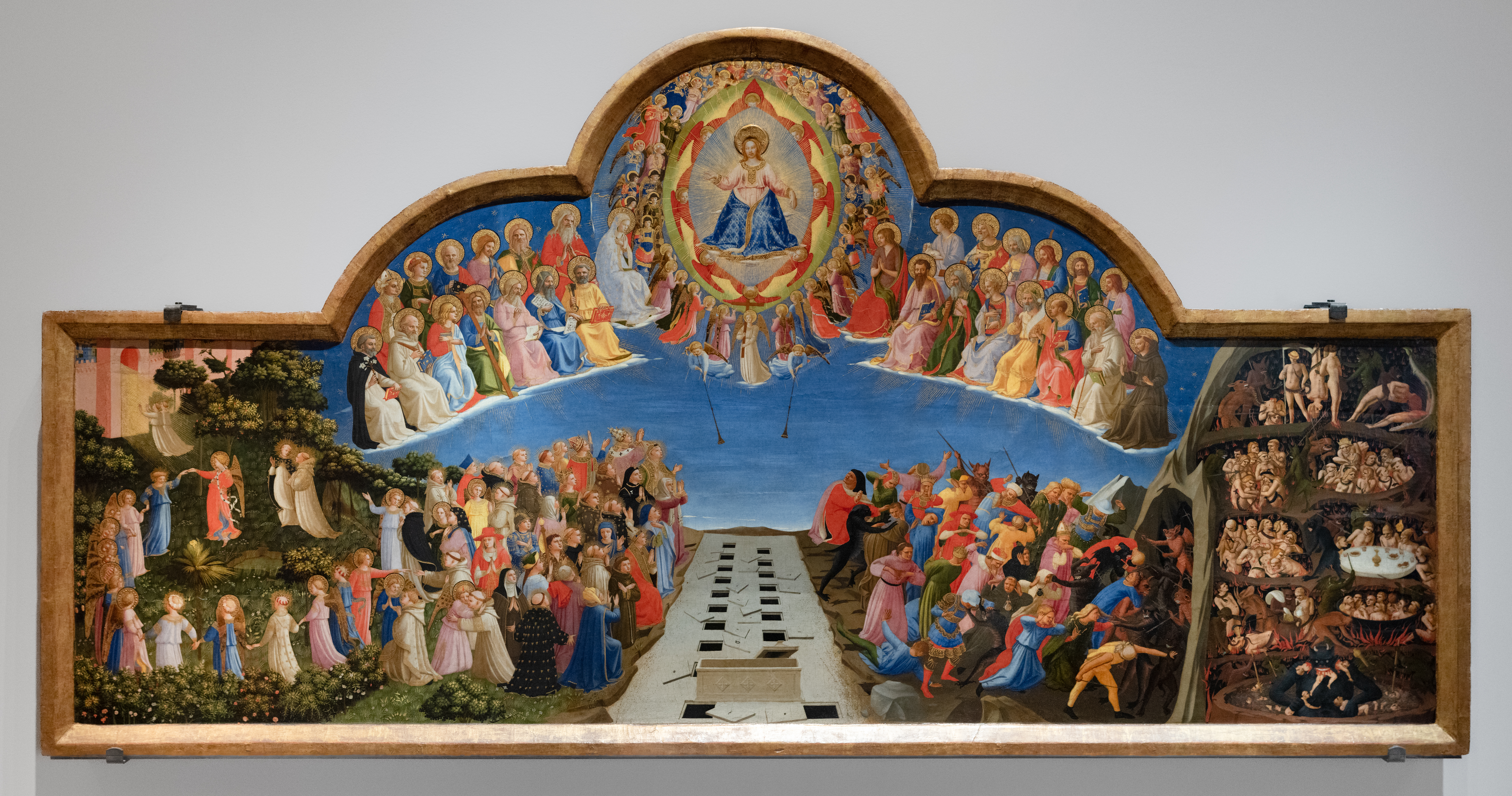
Le Jugement dernier
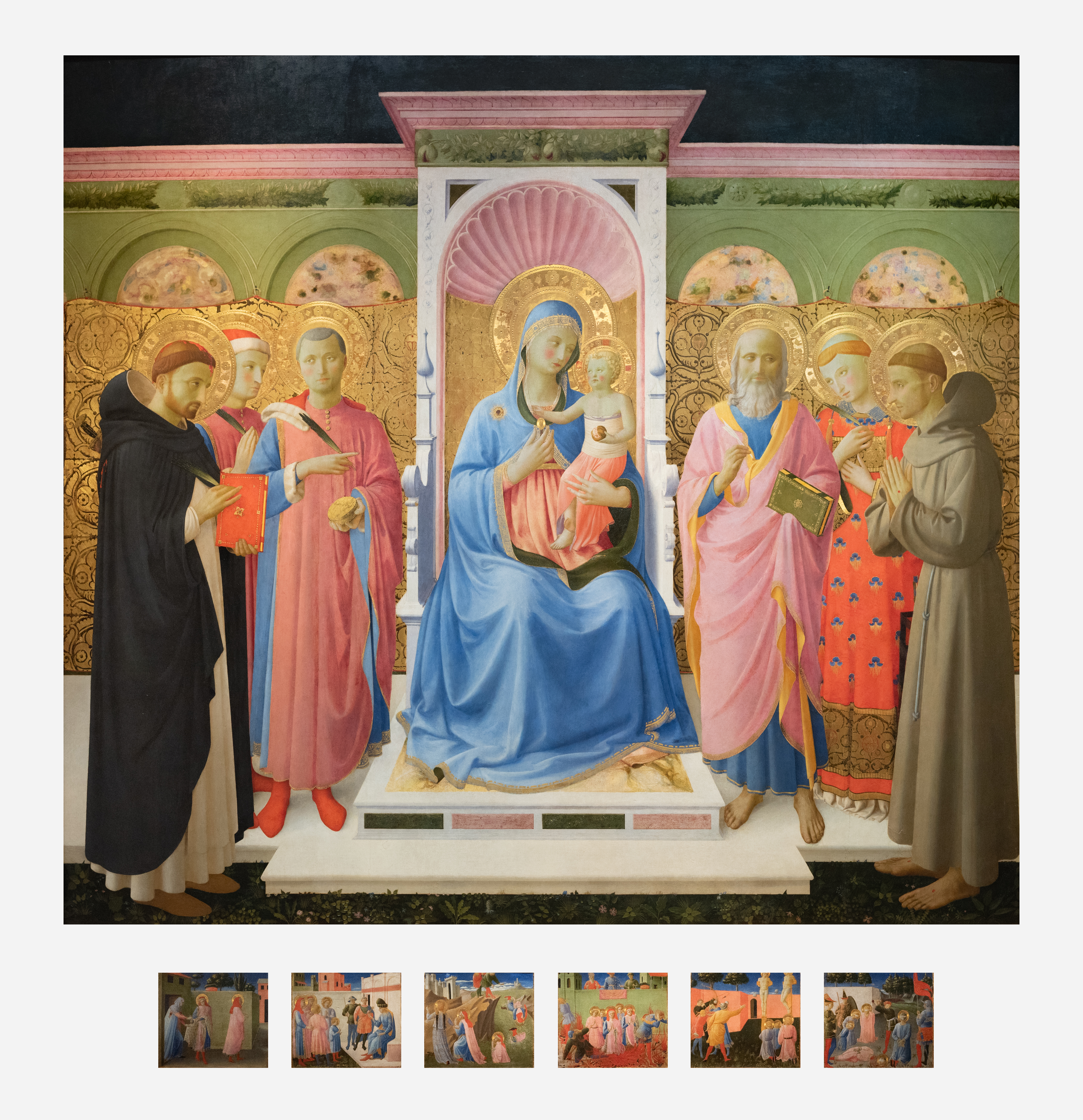
Pala di Annalena
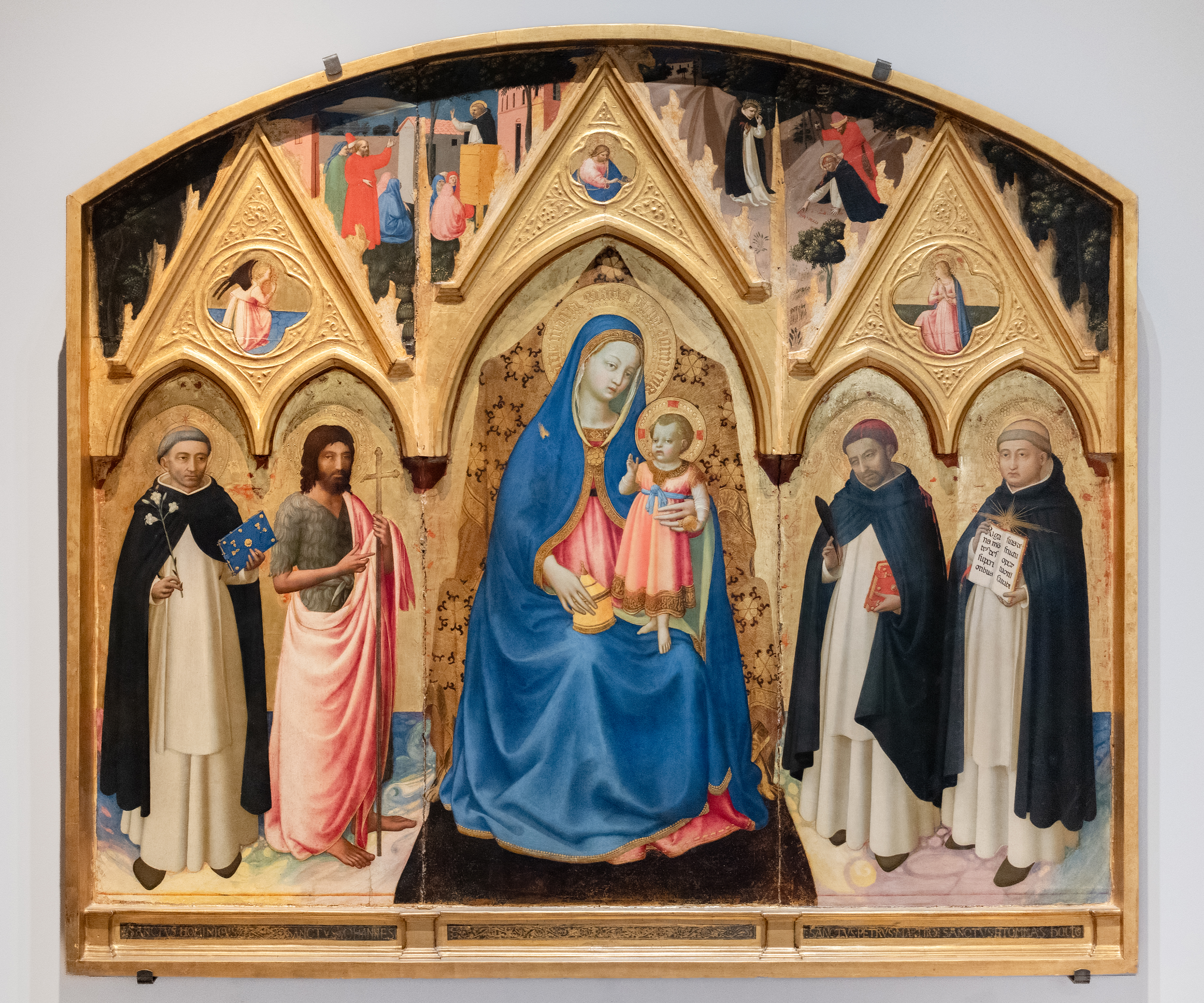
Trittico di san Pietro martire.
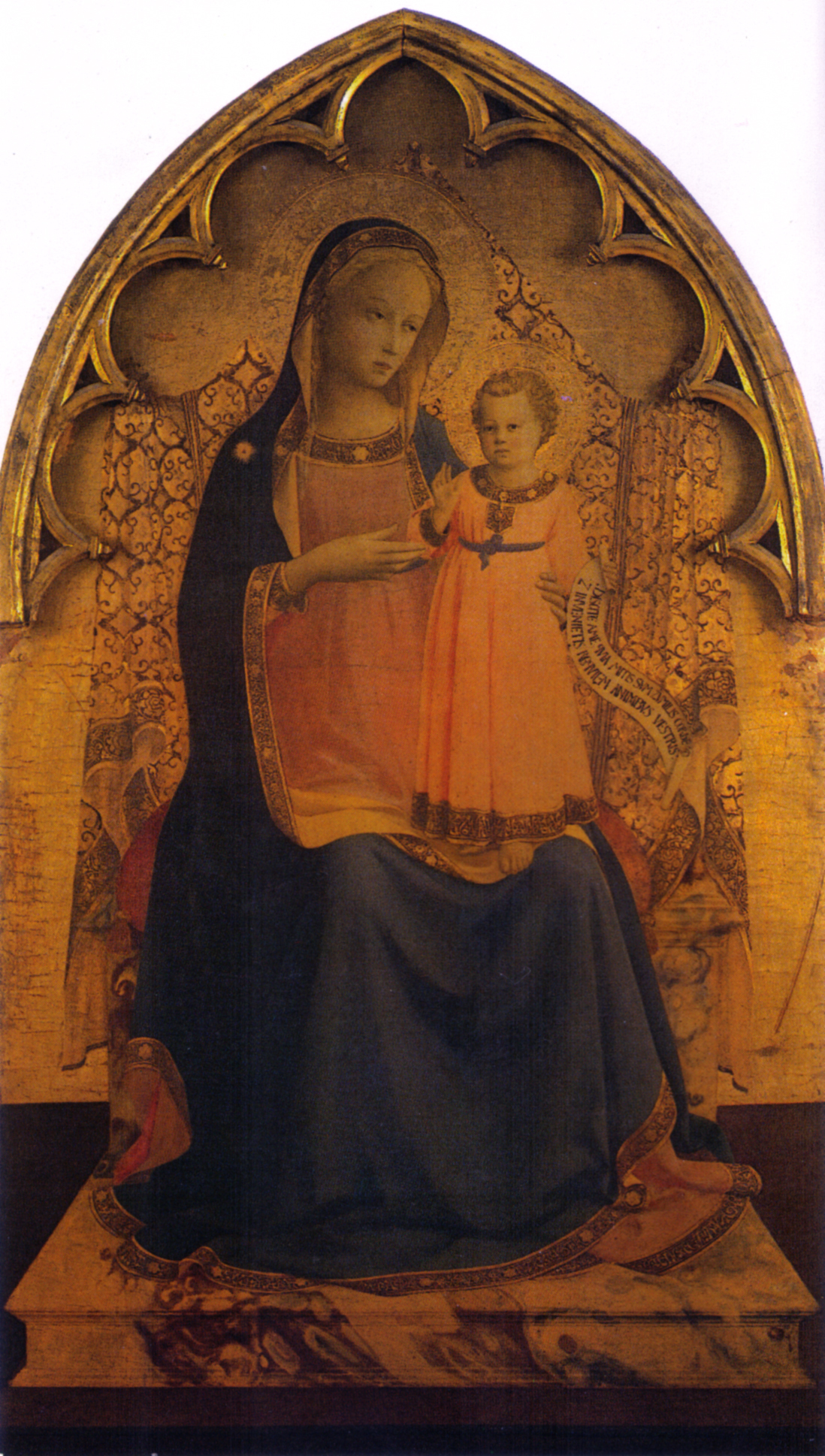
La Maestà.
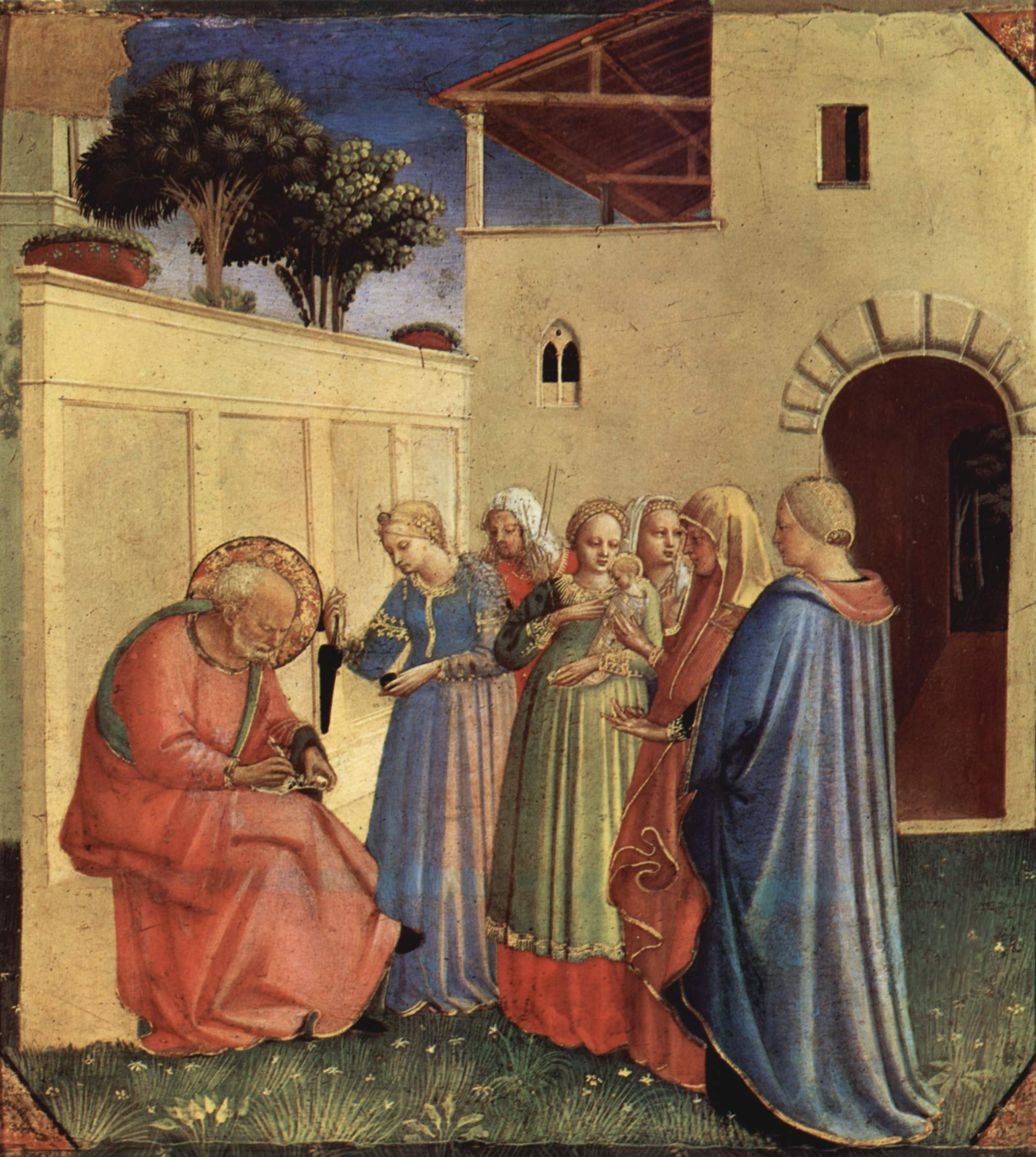
Imposizione del nome al Battista.

## Les fresques des cellules
À l'étage supérieur, réalisé par Michelozzo entre 1437 et 1444 en surélevant le bâtiment médiéval, se trouvent les dortoirs des frères. Les quarante-trois cellules décorées par Fra Angelico entre 1438 et 1443 sont réparties sur trois couloirs autour du cloître.

### Annonciation
Cette fresque de Fra Angelico, emblème du couvent de San Marco, est une des images les plus connues de la peinture de la Renaissance. Elle est située dans le couloir nord, face à l'escalier qui provient du rez-de-chaussée.

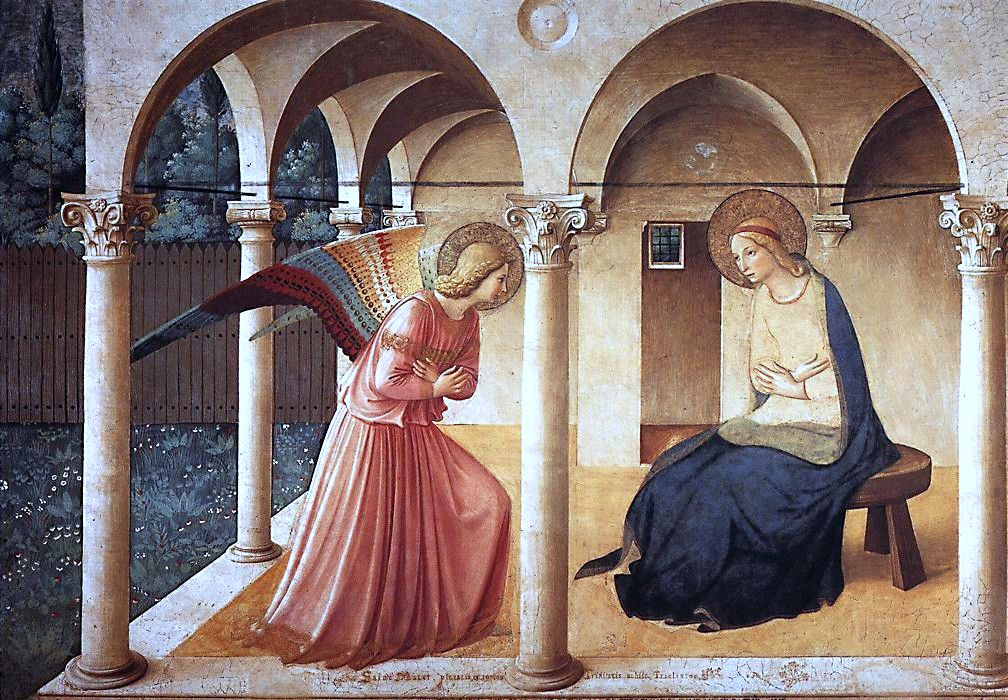
Couloir nord Annonciation

### Cellules du premier couloir
À gauche de l'Annonciation commence le couloir des Pères, le premier construit par Michelozzo pour accueillir les frères de l'Ordre dominicain à peine installés dans l'édifice que les Sylvestrins avaient quitté.

### Couloir des Novices
Réservé aux novices, ce dortoir fut réalisé peu après le dortoir des pères et adossé à celui-ci. Il accueille sept cellules qui s'ouvrent sur la partie interne du cloître, plus les trois pièces situées à l'entrée du couloir, qui servaient de vestiaire avant d'être utilisées par Savonarole à la fin du XVe siècle.

### Cellules du troisième couloir
Parmi les cellules du troisième couloir destiné aux frères convers et aux invités se trouvent, au fond, les deux cellules réservées à Cosme de Médicis où le pape Eugène IV passa la nuit de l'Épiphanie en 1443 à l'occasion de la consécration de la nouvelle église.

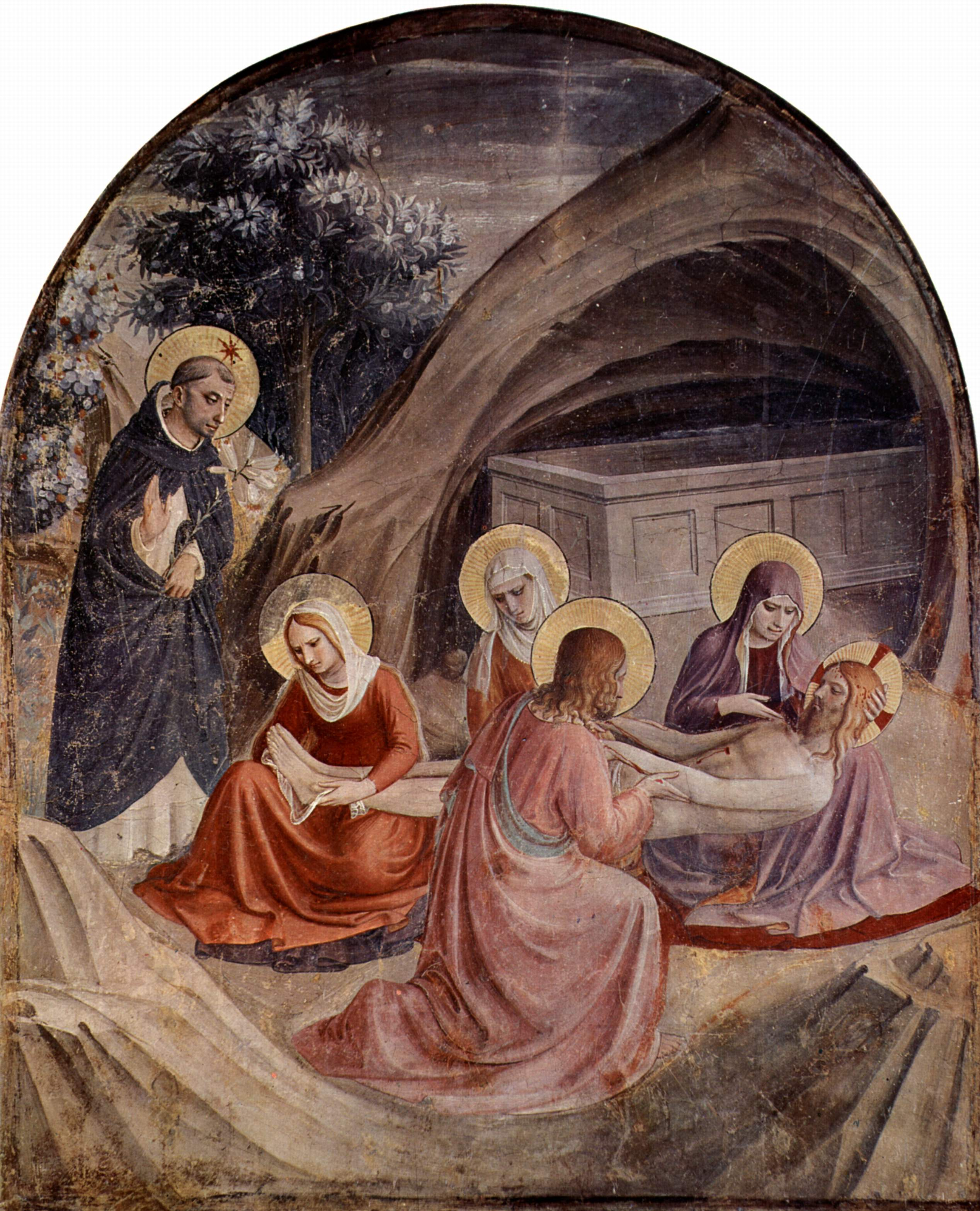
cellule 2 Lamentation du Christ
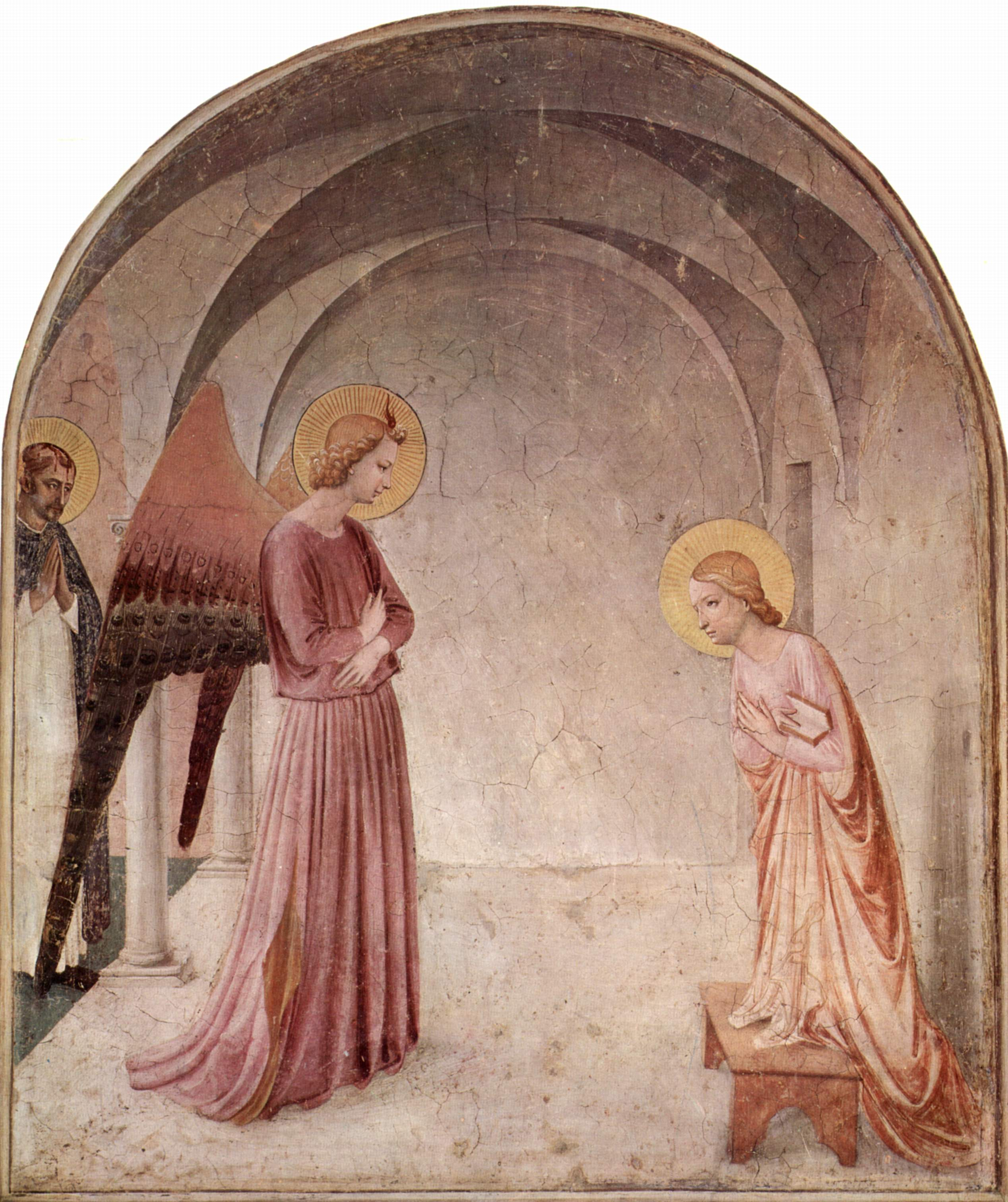
Cellule 3 Annunciation
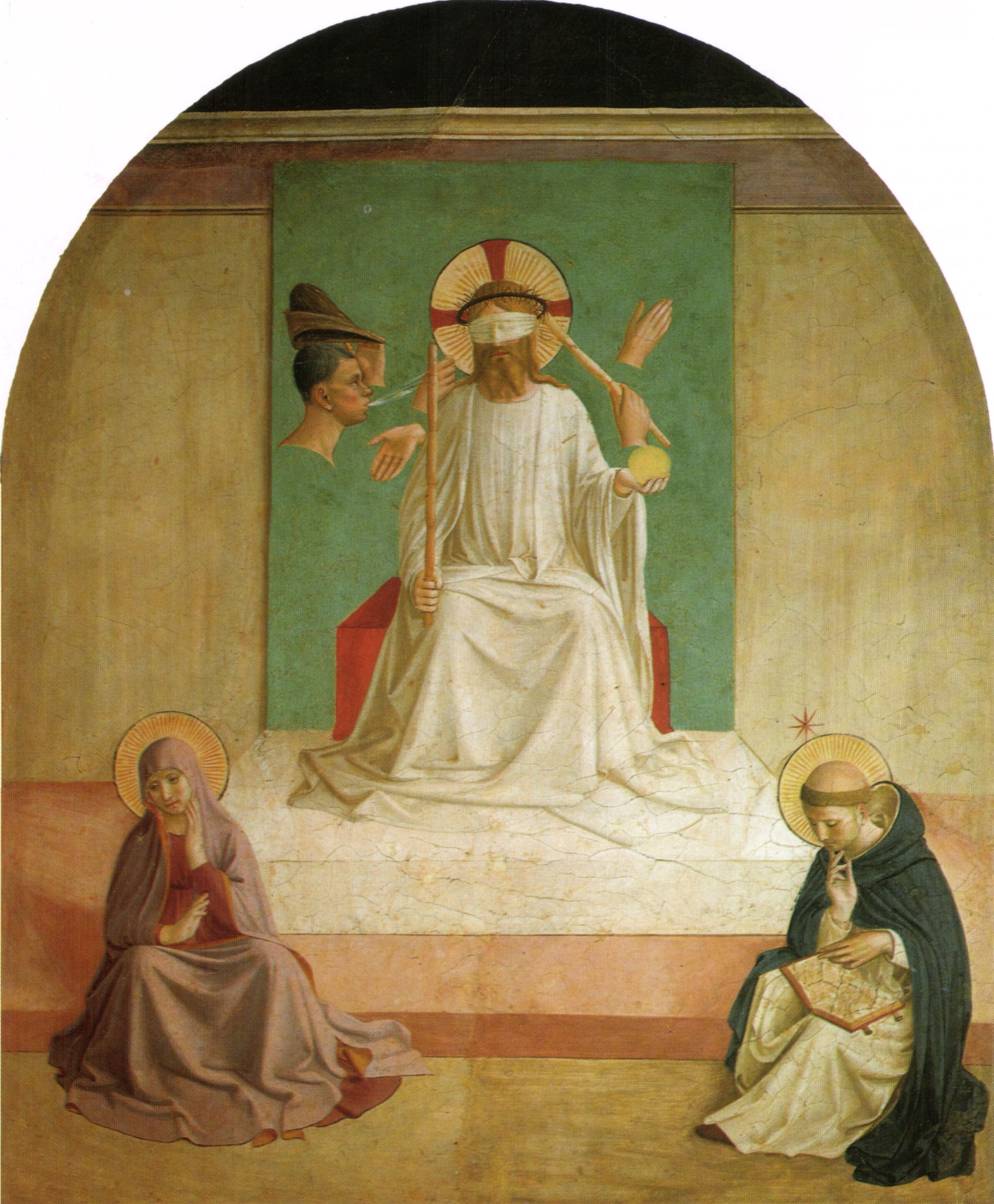
Cellule 7 Christ bafoué
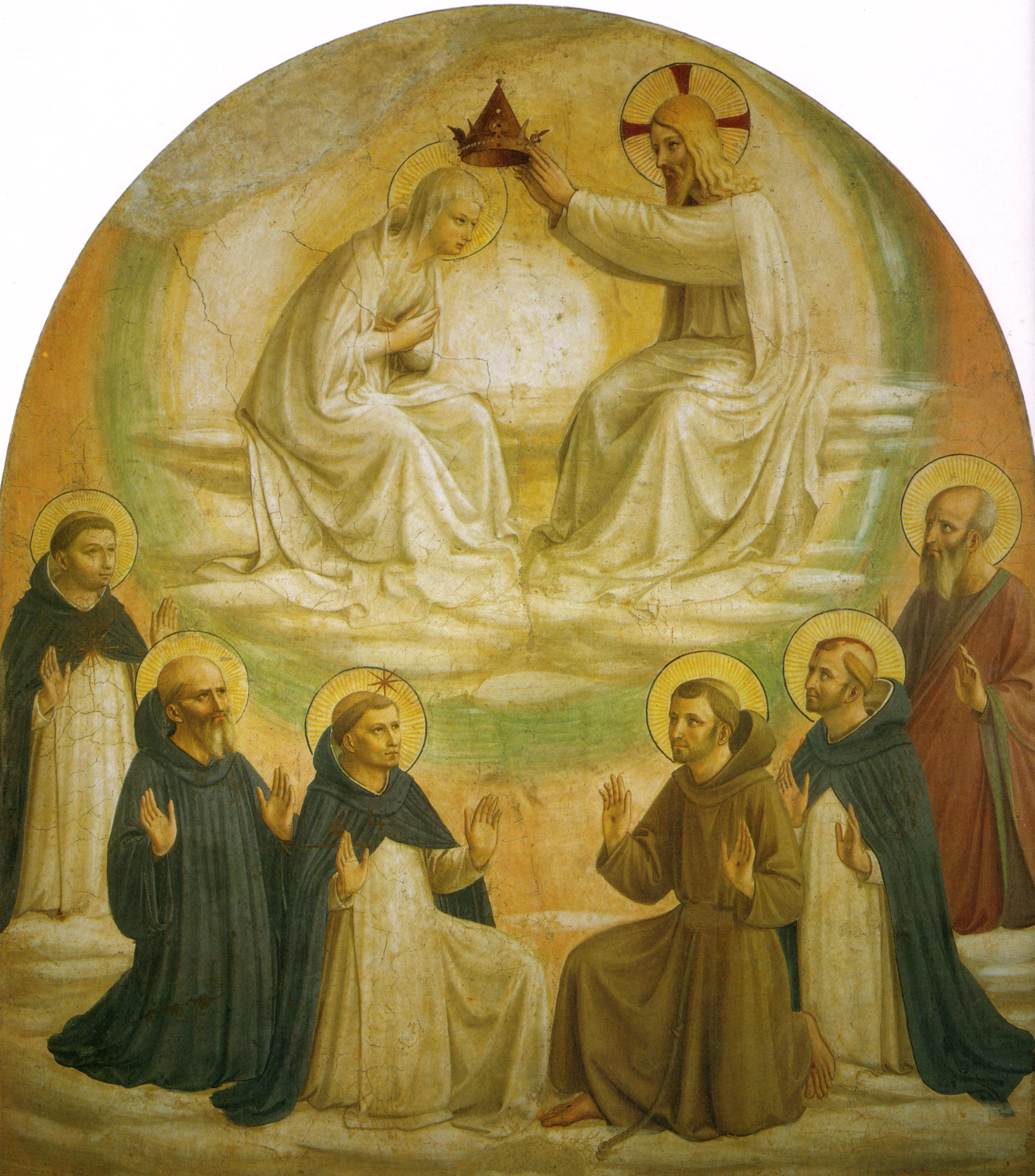
Cellule 9 Couronnement de la Vierge
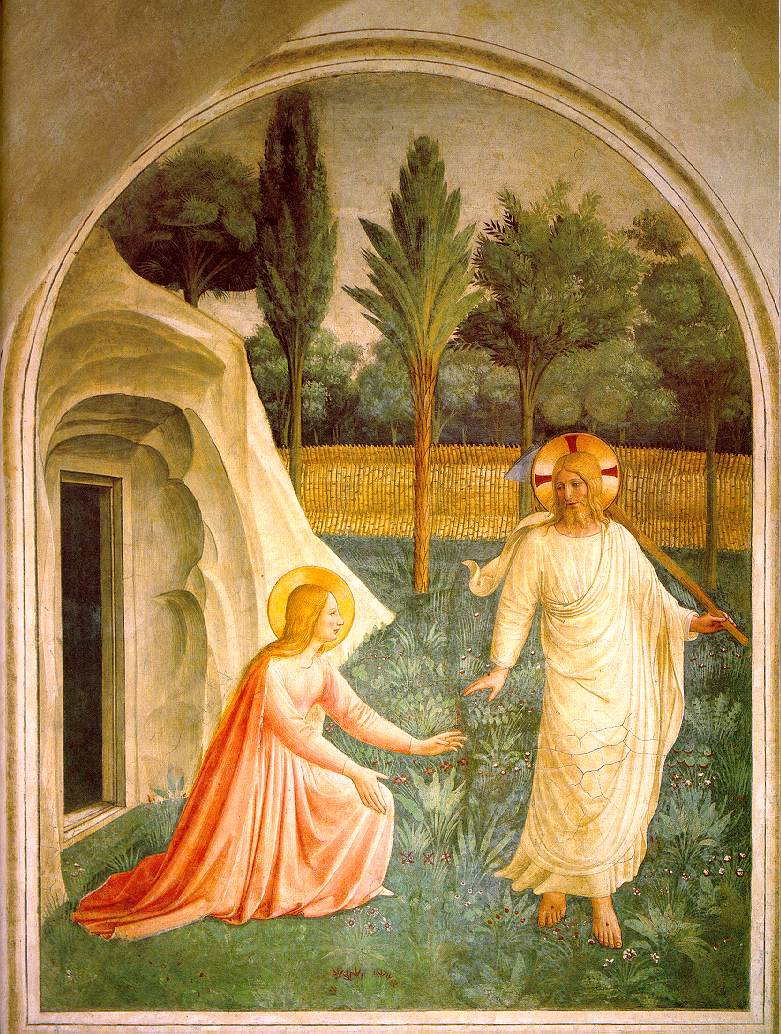
Cellule 13 Noli me tangere
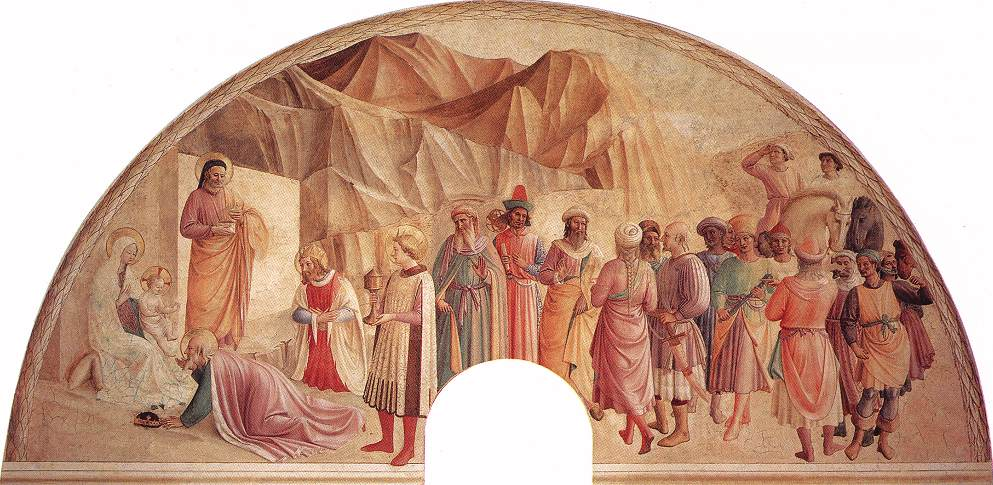
Cellule 39 Adoration des mages

## Bibliothèque
Y est accessible une des plus prestigieuses bibliothèques de la Renaissance italienne, tout à la fois humaniste et théologique, celle qu'avait constituée l'érudit Niccolò Niccoli, conseiller de Cosme l'Ancien de Médicis qui en avait confié la construction à Michelozzo pour conserver son extraordinaire collection de bibliophilie et exécuter sa volonté testamentaire destinant ses codex à l’usage public, tout en continuant de l’enrichir et de la compléter.

## Les salles des réfectoires

Cenacolo de Sogliani du grand réfectoire.
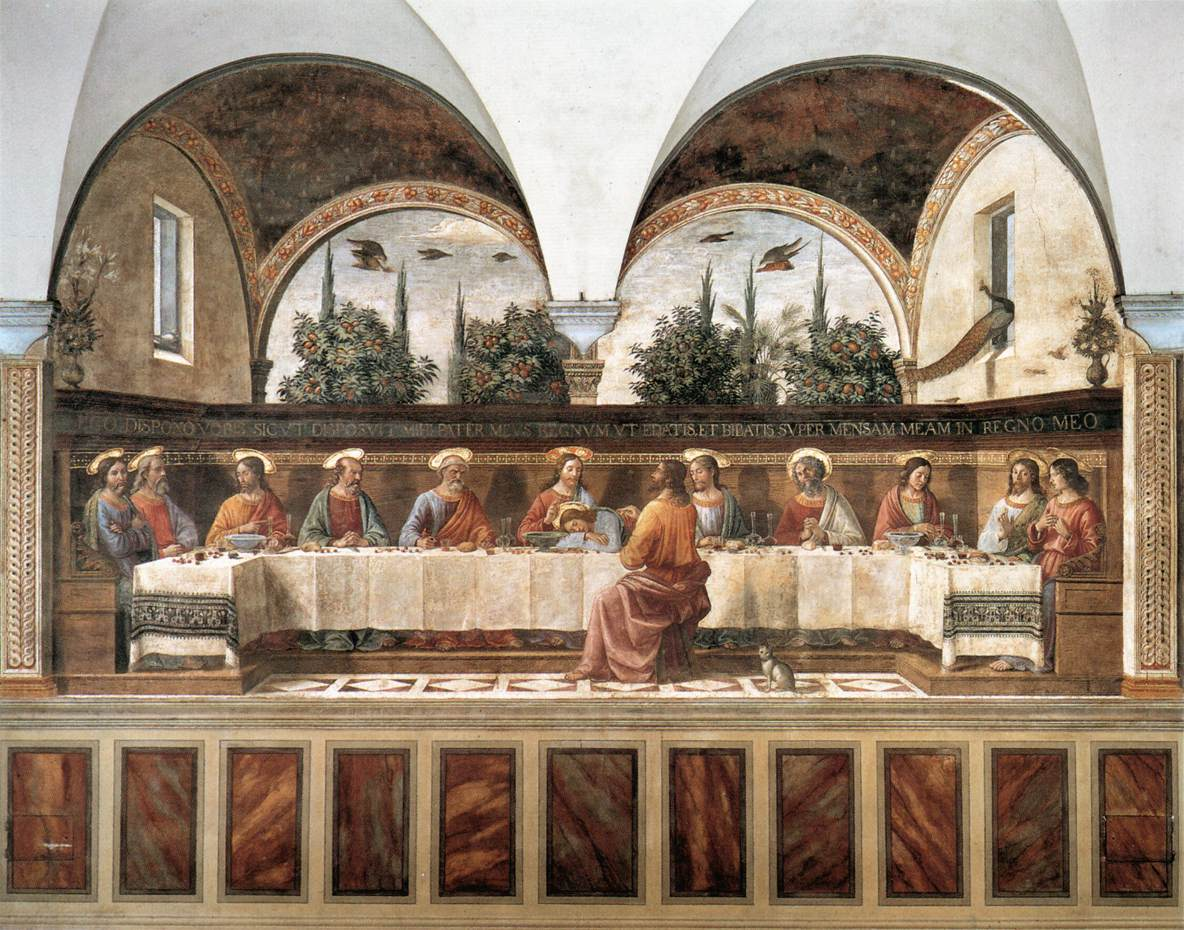
Cenacolo de Domenico Ghirlandaio du petit réfectoire.
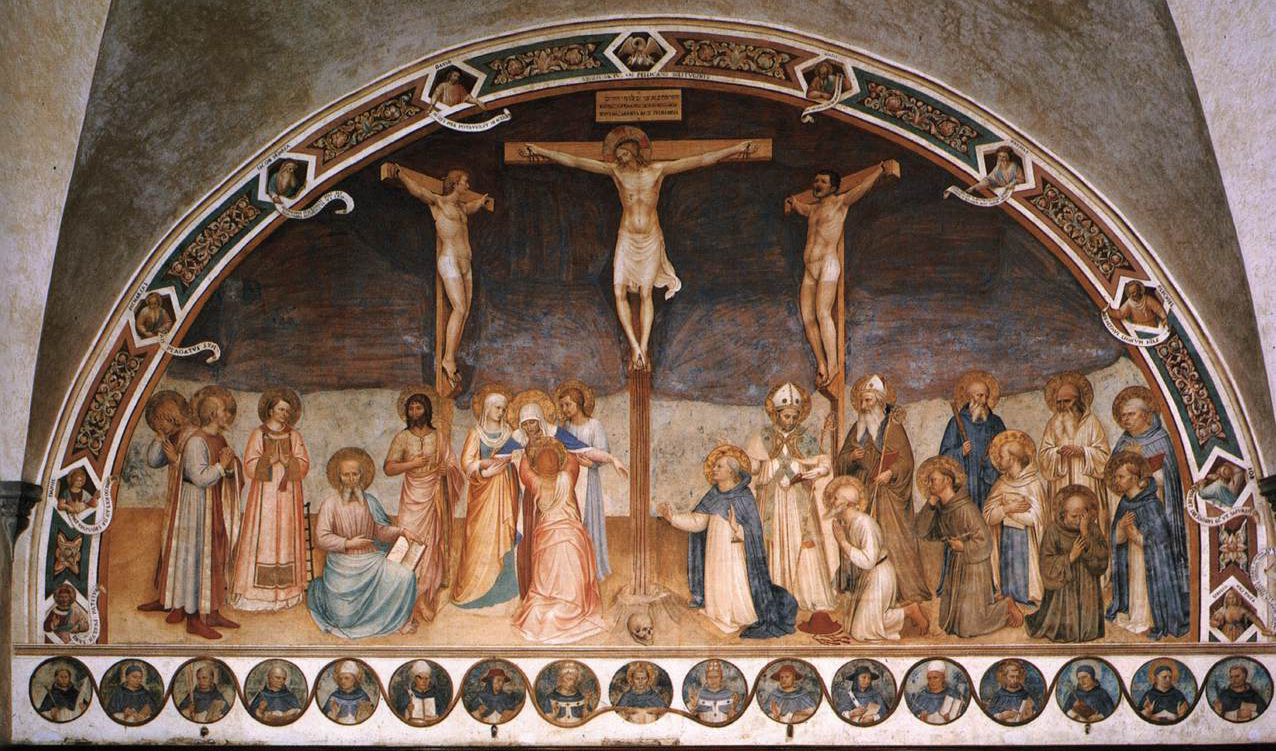
Crucifixion et saints, fresque  de Fra Angelico.

## L'ex-salle capitulaire
La fresque monumentale Crucifixion et saints de Fra Angelico en occupe le tympan de la paroi nord (550 × 950 cm) ; elle date de 1441-1442.
Elle comporte en frise, les prophètes et une sibylle, les dominicains éminents, entourant la scène des trois croix devant lesquels sont montrés les groupes des saints fondateurs de l'ordre, des quatre Maries et des saints protecteurs de la ville de Florence et des Médicis.

## Lapidarium
La partie musée lapidaire expose dans un couloir (celui donnant accès aux cellules des prieurs) les vestiges des édifices démolis pendant le Risanamento, le réaménagement urbanistique de la ville ayant eu lieu de 1865 à 1871.